# Жан Самуель Паулі
Жан Самуель Паулі (фр. Jean Samuel Pauly; 13 квітня 1766  - 1821) — швейцарський винахідник і конструктор зброї. Створив один з перших варіантів унітарного патрона для стрілецької гвинтівки . Захоплювався польотами повітряних куль і в 1815 році спільно з британцем Дурсом Еггом створив проєкт власного дирижабля, який за формою був схожий на великого «летючого кита» .

## Кар'єра

### Швейцарія

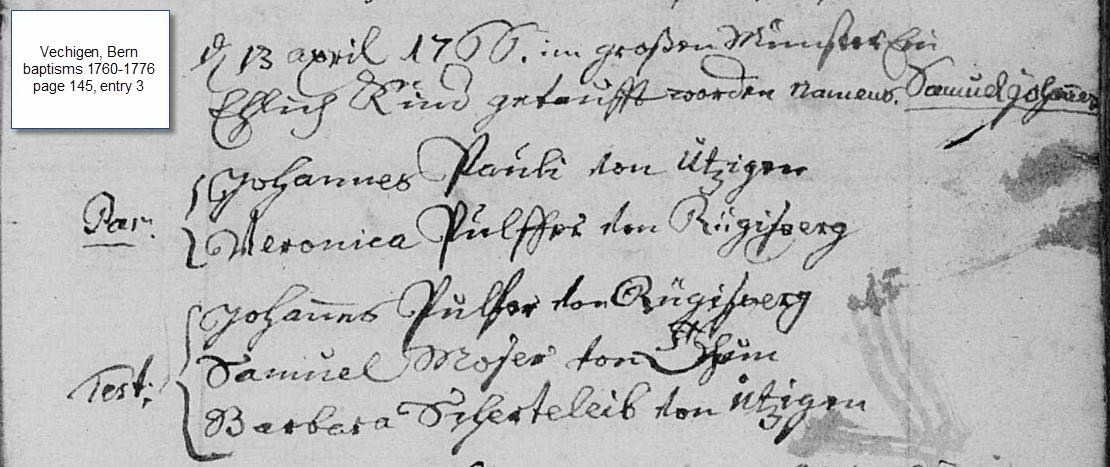
Запис із парафіяльних книг баптистів про хрещення Жана Самуеля Паулі здійснене 13 квітня 1766 року у Фехігені, Швейцарія.

Жан Самуель Паулі народився в містечку Фехіген, поблизу Берна в Швейцарії і був охрещений в місцевому храмі 13 квітня 1766 року. Він був сином Йоганна Паулі (Johann Pauli) та Вероніки Крістін (Veronika Christine), до шлюбу Пульфер (Pulfer).
Паулі почав працювати механіком у майстерні свого батька, яка займалась створенням та ремонтом карет. Він постійно шукав нові технічні вдосконалення для карет. Одним з перших винаходів Паулі була самозмащувана вісь для коліс карети. Згодом, Паулі переїхав і оселився в Берні, де почав продавати свої винаходи місцевим багатим патриціям. Рекламне оголошення, що пропонувало його власні екіпажі карет та вихваляло різні технічні успіхи Паулі було надруковане в «Торговому довіднику» міста у 1796 році .
Коли в березні 1798 року французька армія Наполеона Бонапарта  захопила історичне середмістя та центр Берна, Паулі був змушений закрити власний бізнес і вступив до швейцарської армії. Згодом, він став офіцером у армії Гельветійської Республіки. Обіймав пост сержанта в артилерійській роті і займався планами переоснащення артилерії. Побачивши перевагу легких і мобільних гармат французів над важкими бернськими (для транспортування яких була потрібна ціла упряжка волів) Паулі почав впроваджувати в армії Гельветійської Республіки нові, значно мобільніші гармати, для яких був потрібен лише один кінь або кілька сильних людей .
У 1799 році він взяв участь у військовій компанії французького генерала Андре Массена проти росіян. Швейцарська армія виступила як союзник французів, а Паулі протягом цієї воєнної компанії зміг ознайомитись з найсучаснішими на той час зразками зброї. Він написав власний посібник із використання вогнепальної зброї .
Оскільки попит на карети Паулі після нападу французів на Берн був дуже низьким, Жан Самуель почав шукати новий спосіб заробляти на життя. Він звернув увагу на проблему з мостами у Гельветійській Республіці. Більшість мостів були зруйновані або пошкоджені під час вторгнення французів.  У 1801 році Паулі подав центральному уряду держави плани елегантного арочного мосту з великою пропускною здатністю. Ці плани перевірили та схвалили. Пауль отримав за свій проєкт перші двісті франків із державної скарбниці Гельветії. Проте, оскільки Гельветійська Республіка була новою державою і постійно перебувала на межі банкрутства, більше коштів потрібних на будівництво моста так і не надійшло. Паулі довелось знову шукати нові способи заробітку .
В 1802 році він зацікавився літальними апаратами і почав роботу над створенням власного дирижабля. Свій перший проєкт дирижабля Паулі намалював навесні 1802 року. Його літальний апарат мав форму риби з витягнутим чорним корпусом, вертикальним червоним хвостовим плавником і двома бічними плавниками зліва і справа корпусу для керування. Очі та рот «летючої риби» Паулі були пофарбовані у золотий колір .
Паулі представив свій проєкт дирижабля високопосадовцям із Берна. І хоч вони й сприйняли його із великим ентузіазмом, грошей на будівництво дирижабля у них не було. Саме тому, дізнавшись що генерал Мішель Ней у Франції пожертвував п’ятдесят тисяч франків із французької скарбниці на подібний експеримент літального апарата, Паулі спакував свої речі і наприкінці 1802 року переїхав жити у Париж .

### Франція

#### Перші польоти на "летючій рибі" Паулі

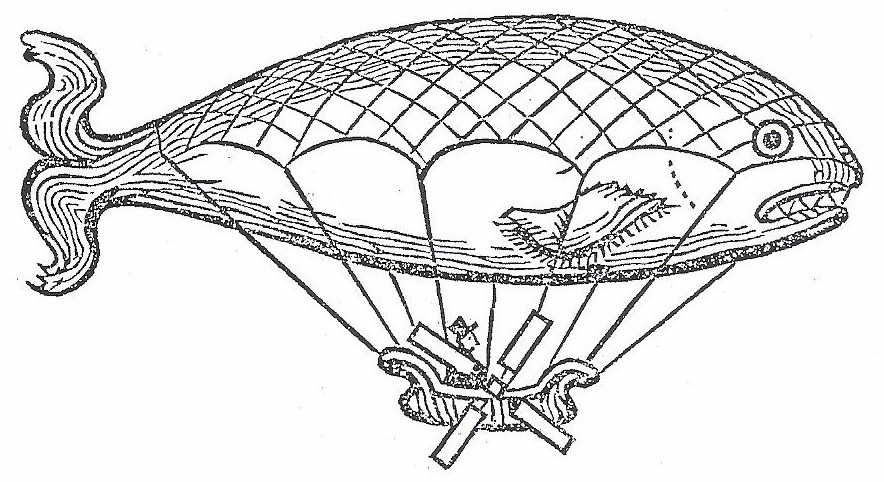
Перший проєкт дирижабля Жана Самуеля Паулі, який був схожий на «летючу рибу» (Париж,1804 рік)

Прибувши у Париж Жан Самуель Паулі одразу заручився підтримкою генерала Мішеля Нея і отримав для проживання велику квартиру в місті. Згодом, він познайомився з Емме Болле (Aime Bolle), який в той час був одним із найвідоміших конструкторів повітряних куль у місті. Пауль доручив йому побудувати дирижабль за власними кресленнями, розробленими ним ще в Берні. Його перший короткий експериментальний політ відбувся 22 серпня 1804 року в містечку Со, у парку біля місцевого замку й пройшов доволі успішно .
Другий політ «летючої риби» Пауля відбувся 19 жовтня 1805 року. Детальний опис цього польоту Паулі розмістив в паризькій газеті «Journal de Paris» за 4 листопада 1805 року. Він писав, що політ його дирижабля стартував в парку Тіволі о 14:30 годині, коли дув «помірний східний вітер». Дирижабль рухався в напрямку до Єлисейських полів і площі Згоди «на швидкості коня». У статті, Паулі стверджував, що в певний момент польоту він, із допомогою власного керма керування, зміг розвернути дирижабль проти вітру і йому вдалося протягом 5-6 хвилин боротись з ним й тримати літальний апарат непорушним, на одному місці, «поки глядачі на землі оплесками і оваціями зустрічали політ аеронавта». Також, Паулі писав, що запланованого повернення до парку Тіволі на жаль не вийшло, бо для цього, йому б знадобилася м'язова сила додаткової людини, якої не було. Тому, його «летюча риба» дрейфувала дальше на захід, пролетіла ще 80 км і через чотири з половиною години, вже в сутінках, приземлилась біля собору Шартра .

#### Створення унітарного патрона та патент на гвинтівку

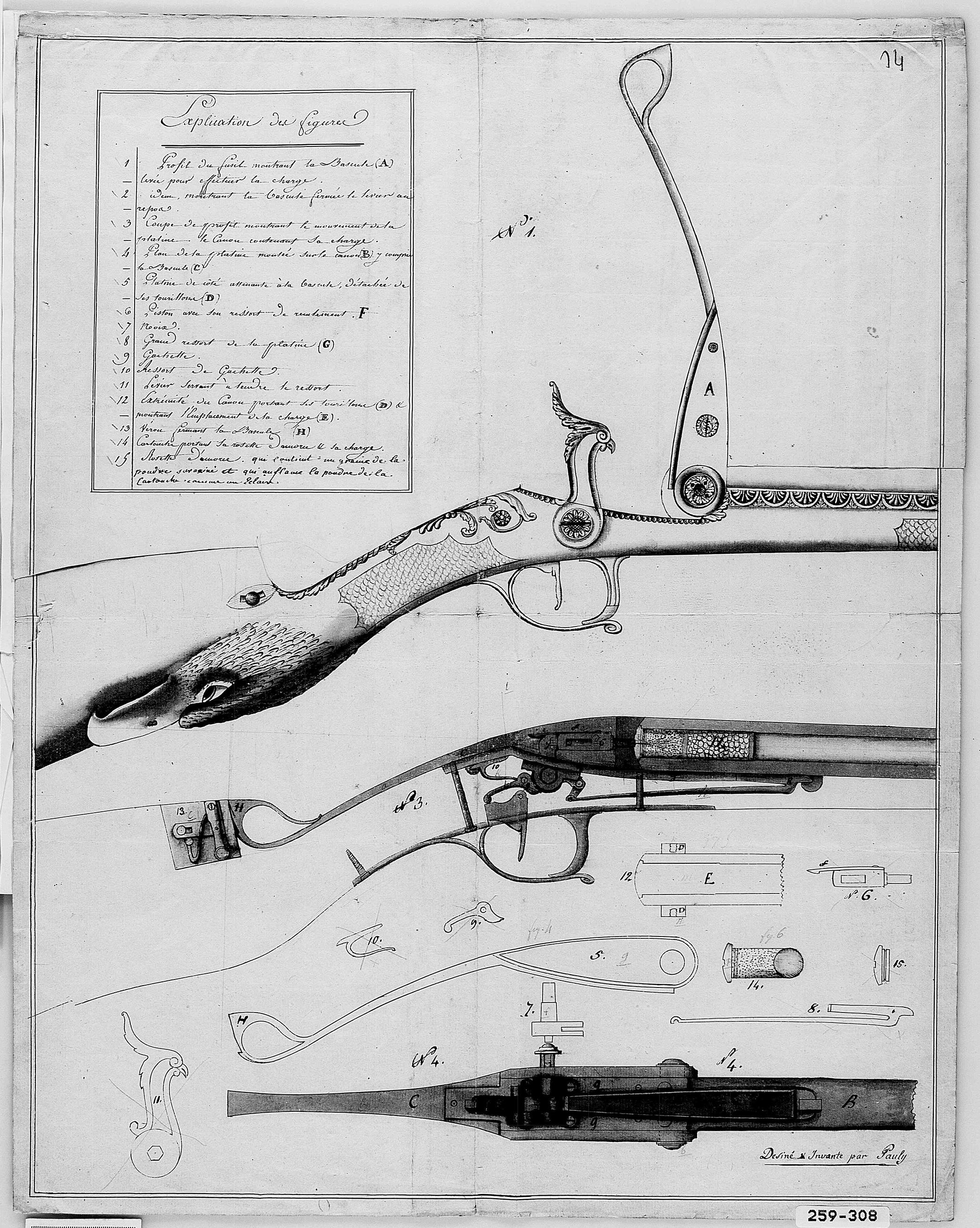
Малюнок з патенту Жана Самуеля Паулі із зображенням його гвинтівки, яка використовувала для стрільби унітарні патрони (1812 рік)

Перебуваючи в Парижі, Паулі підтримував контакти із виробником зброї в Сент-Етьєні. Використовуючи своє звання полковника, яке він отримав одразу після приїзду в Париж, Жан Самуель заснував в місті власну майстерню зброї. В ній, Паулі експериментує і вдосконалює «гримучу ртуть», адаптовує її для використання у вогнепальній зброї .
У 1808 році співпрацюючи із французьким зброярем Франсуа Прела, Паулі створює свій власний унітарний патрон. Цей патрон складався з картонного паперового циліндра, який наповнювався бертолетовою сіллю (основна іновація Паулі), димного пороху та круглої кулі. Паулі продовжив вдосконалювати свій патрон і 26 вересня 1812 року запатентував його конструкцію. У покращеній версії патрона, гільза була повністю металевою або картонно-металевою, а на дні гільзи встановлювався капсульний пристрій. Патрон вистрілювався з гвинтівки за допомогою голки або шпильки, яка вдаряла по капсулю. Фактично, Паулі вдалось винайти конструкцію першого унітарного патрона для гвинтівки, який в майбутньому стане основним для використання у всіх арміях світу .
У 1809 році Паулі найняв на роботу в майстерню німця Йоганна фон Дрейзе (згодом він стане винахідником знаменитої гвинтівки Дрейзе) і разом, вони працюють над проєктом першої вогнепальної гвинтівки Паулі .
29 вересня 1812 року Паулі патентує першу в світі казнозарядну гвинтівку адаптовану під його унітарний патрон. Ця зброя майже на півстоліття випередила свій час. У її конструкції був передбачений зсувний або відкидний затвор, автоматичний взвід курка при перезаряджанні і система екстракції гільз .
3 січня 1813 року Паулі представив свою гвинтівку міністру поліції Франції Жан-Марі Саварі, герцогу Ровіго. Демонстрація пройшла чудово, а результати стрільби з гвинтівки Паулі значно перевершили досягнення найкращих на той час дульнозарядних кременевих рушниць. Дальнобійність і купчастість попадань гвинтівки перевищили результати рушниць в два рази. Про новинку негайно доповіли імператору Наполеону, який дуже нею зацікавився і доручив здійснити ретельні випробування гвинтівки .
Але, впровадженню цієї зброї у французькій армії завадило падіння Французької імперії та зречення Наполеона від престолу в квітні 1814 року. Паулі, який працював на армію імператора також був змушений покинути Францію і переїхав жити до Лондона, захопивши із собою креслення свого дирижабля .
Над конструкціями унітарного патрона і гвинтівки Паулі й дальше продовжували працювати найвідоміші зброярі Європи. В 1836 році відомий французький інженер та зброяр Казимир Лефоше дослідив і вдосконалив унітарний патрон Паулі, а згодом, на його основі створив свій власний «шпильковий патрон». Працював над вдосконаленням унітарного патрона і Йоганн фон Дрейзе, який після падіння Наполеона перебрався до Пруссії і там зміг створити власний, так званий «голчастий патрон» та знамениту гвинтівку для нього .

### Англія

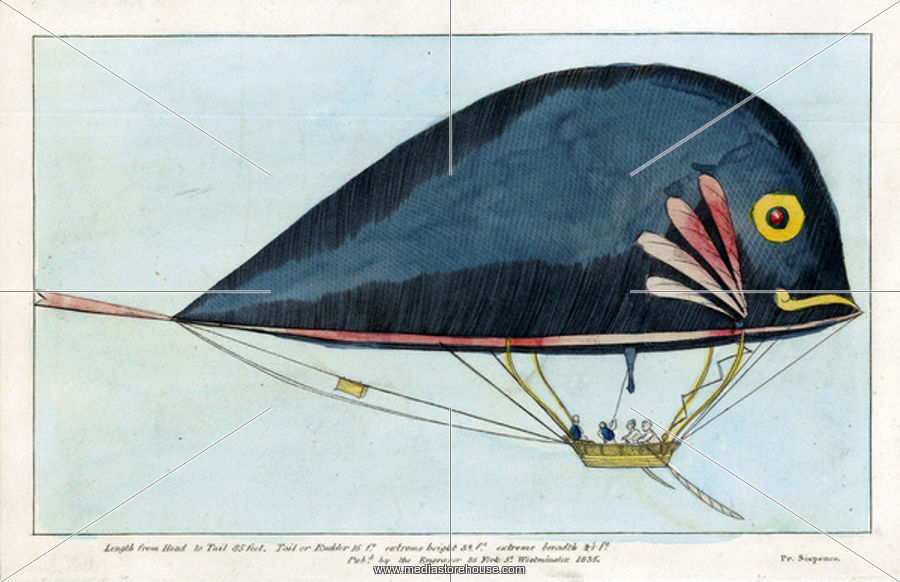
Проєкт дирижабля, розроблений швейцарським винахідником Жаном Паулі та англійським ювеліром Дурсом Еггом у 1815 році

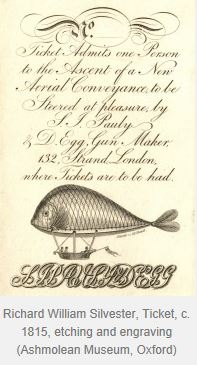
Квиток із запрошеням взяти участь в показовому польоті дирижабля Жана Паулі та Дурса Егга у Лондоні в 1815 році

Переїхавши до Лондона Паулі поселився в будинку на вулиці Шарлотте-стріт (Charlotte Street) і став використовувати англізоване ім'я Samuel John Pauly. Згодом, він познайомився з місцевим підприємцем Дурсом Еггом, який був особисто знайомий з королем Георгом III. Дурс Егг також був швейцарцем і займався виготовленням ювелірних прикрас для короля, а також мав власну майстерню зброї. Заручившись фінансовою підтримкою Егга, Жан Паулі вирішує знову побудувати власний дирижабль і здійснити показовий політ на ньому в Лондоні. 25 квітня 1815 року король надав двом швейцарцям ліцензію на будівництво «аеростатичної машини у формі риби чи птаха» з метою її польоту протягом наступних шести місяців .
Біля Гайд-парку було побудовано велику будівлю, 30 метрів завдовжки, із воротами, що відкривались від підлоги до даху. Це був, мабуть, перший ангар в історії Лондона. Дурс Егг та Жан Паулі найняли на роботу місцевих швачок і замовили в них пошиття величезної оболонки для кулі, яка за формою мала нагадувати "літаючу рибу" схожу на кита. Оболонку шили  із висушених кишок 70 000 биків. 10-метровий "хвостовий плавник" для літального апарата, який служив кермом, а також весла, які кріпились зліва та справа від його корпусу були виготовлені із шовку та китового вуса. Паулі також врахував помилки допущені під час його перших експериментальних польотів в Парижі у 1804 і 1805 роках. Він зрозумів, що однієї тільки м’язової сили для керування польотом недостатньо, тому новим у його планах, стало використання легкого парового двигуна, який мав бути розміщений під корпусом дирижабля .
16 серпня 1816 року лондонська газета «Обсервер» ("London Observer") повідомила, що «летючий кит» Паулі та Егга майже готовий і незабаром розпочне регулярне авіасполучення між Лондоном і Парижем. Планувалось, що на дирижаблі зможуть подорожувати одночасно 15-20 пасажирів в одну сторону.
Літальний апарат став темою для палких дискусій та розмов у місті й привернув увагу натовпів глядачів, які заплатили гінею за право зазирнути всередину ангара та стати глядачами під час його першого польоту. Коли музей воскових фігур мадам Тюссо відвідував Манчестер, над його входом висіла зменшена модель цього "літаючого кита". Згодом, Егг і Паулі оголосили, що якщо дозволять погодні умови, вже незабаром будуть здійснені перші польоти, під час яких, вони будуть керувати повітряною кулею у формі риби «по колу, і облетять навколо Лондона». Але, якщо вітер під час польоту буде завеликим, то вони будуть змушені взяти інший курс і напрямок польоту, але все рівно планують повернутися на стартову площадку й завершити політ саме там .
Та на жаль, перший політ дирижабля Паулі та Егга так і не відбувся. Причини та проблеми які завадили добудувати літальний апарат та здійснити його випробування невідомі. Проте, відомо, що через цю невдачу стосунки між Жаном Паулі та Дурсом Еггом значно погіршились і згодом, вони перестали дружити й працювати разом .
Протягом своєї співпраці з Дурсом Еггом і роботою над дирижаблем, Паулі не забував й  про свою революційну конструкцію вогнепальної зброї. Вже перебуваючи в Англії, він зміг отримати ще два патенти на модифікації своєї гвинтівки. Перший патент був виданий 4 серпня 1814 року, а другий 14 травня 1816 року .
Після 1816 року Паулі розорився і йому ніяк не вдавалось заробити нових коштів на свої проєкти і патенти. Приблизно в 1821 році він помер у Лондоні, а його досягнення були забуті на багато років. Також, ходили чутки, що останні роки життя він міг провести на батьківщині в Швейцарії і помер у рідному містечку Фехіген .

## Шлюб і сімя
Семуель Жан Паулі одружився з Луїзою Елізою Елеонор Аткінс у церкві Святої Марії, що в лондонському районі Ламбет 4 липня 1816 року. Їхня донька Мері Луїза Вероніка Паулі була охрещена в тій же церкві 7 грудня 1817 року.  Вона стала дружиною Річарда Роуселла (1824-1860).  Їхні нащадки включають британську олімпійську чемпіонку з велоспорту Джоанну Роусел .